# شركة تشوبو للطاقة الكهربائية
شركة تشوبو للطاقة الكهربائية (باليابانية: 中部電力株式会社 تشوبو دينريوكو كابوشكي كايشا) وتعرف أيضا باسم تشودين (中電) هي شركة خدمات الكهرباء والتي تغطي منطقة خدمة تشوبو في اليابان. تزود الشركة كهرباء بتردد 60 Hz على الرغم من أن محافظة ناغانو تزود بكهرباء ذات تردد 50 Hz.
تعدّ شركة تشوبو للطاقة الكهربائية ثالث أكبر شركة للطاقة الكهربائية في اليابان بعد شركة طوكيو للطاقة الكهربائية وشركة كانساي للطاقة الكهربائية.

## وصلات خارجية
- الموقع الرسمي للشركة